# Codaruina
Codaruina (en italià Valledoria) és un municipi italià, dins de la província de Sàsser. L'any 2007 tenia 3.822 habitants. Es troba a la regió d'Anglona, a una zona de transició lingüística entre el sassarès i el gal·lurès. Limita amb els municipis de Badesi (OT), Castelsardo, Santa Maria Coghinas, Sedini i Viddalba.
El topònim tradicional pel qual es coneix comunament és Codaruina, un mot compost pels termes llatins Coda i Ruina, que indica els afores de les ruïnes de l'antiga ciutat d'Empúries (Sardenya).

## Administració
| Període | Identitat     | Partit        |
| ------- | ------------- | ------------- |
| 2006-   | Tore Terzitta | Llista cívica |